# Joe (Carolina del Norte)
Joe es un área no incorporada estadounidense ubicada en el condado de  Madison, en el estado de Carolina del Norte. Su toponimia proviene de una colona que se estableció en la comunidad durante su fundación.